# Slaget vid Novara (1513)
Slaget vid Novara var ett slag mellan franska och schweiziska trupper 6 juni 1513 vid Novara i Milano.
En fransk armé, under befäl av marskalk Louis de la Trémoille, tågade över Alperna, erövrade Milano och belägrade därefter staden Novara, som hölls av schweizarna. När Trémoille i juni 1513 fick veta att en schweizisk undsättningsstyrka närmade sig drog han sig tillbaka från belägringslinjen men hade inte räknat med schweizarnas snabba framryckning. Dessa marscherade hela natten och angrep utan några förberedelser fransmännen i gryningen den 6 juni. Pikenerarnas kolonner trängde igenom de överraskade fransmännens läger, massakrerade infanteriet och tvingade kavalleriet på flykt. Le Trémoille retirerade till Frankrike  med återstoden av sin besegrade armé.
Slaget vad en av de sista stora triumferna för de schweiziska pikenerarna. Redan under det italienska fälttåget hade deras svagheter i anfall mot fältbefästningar och eldhandvapen börjat visa sig.